# Temps de matar
Temps de matar (títol original en italià: Tempo di uccidere) és una pel·lícula de guerra franco-italiana dirigida per Giuliano Montaldo, estrenada l'any 1990. Ha estat doblada al català.

## Argument
L'acció té lloc durant la invasió de l'Etiòpia per Itàlia el 1936.
Etiòpia, 1936. Perquè ha agafat malament una corba amb el seu camió, un jove soldat es troba a peu, i pren una drecera que el porta a la quinta forca. Hi troba una jove indígena que viola. La mata accidentalment, i l'enterra al mateix lloc. El terror de ser descobert el transforma en un animal acorralat: s'escapoleix, disposat a tot per no ser agafat. Una angoixa pròxima a la neurosi s'apodera d'ell quan creu tenir la lepra.

## Repartiment
- Nicolas Cage: Enrico Silvestri
- Ricky Tognazzi: Mario
- Patrice-Flora Praxo: Mariam
- Georges Claisse: Metge
- Robert Liensol: Joannes